# Skåvsjöholm

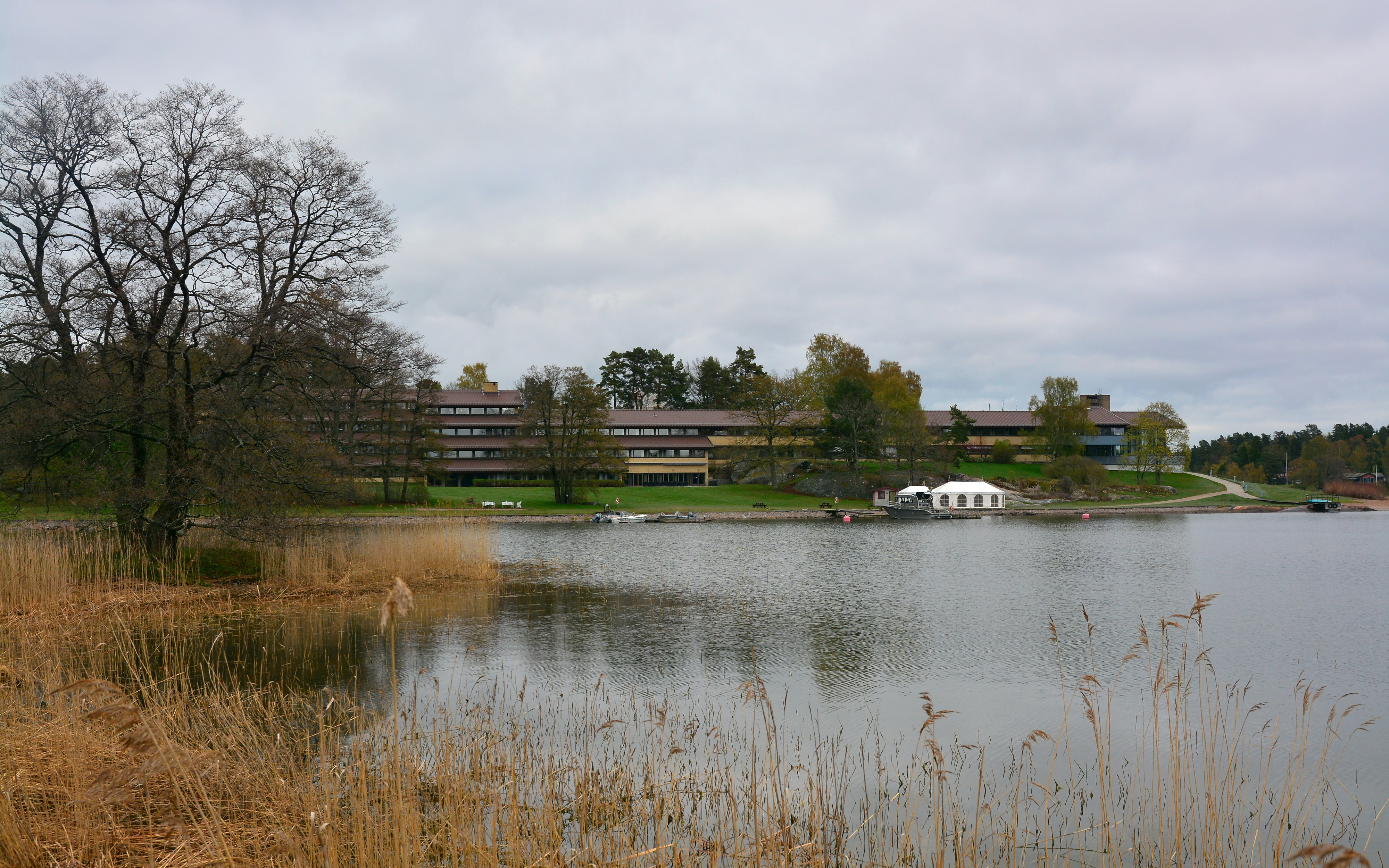
Skåvsjöholm.

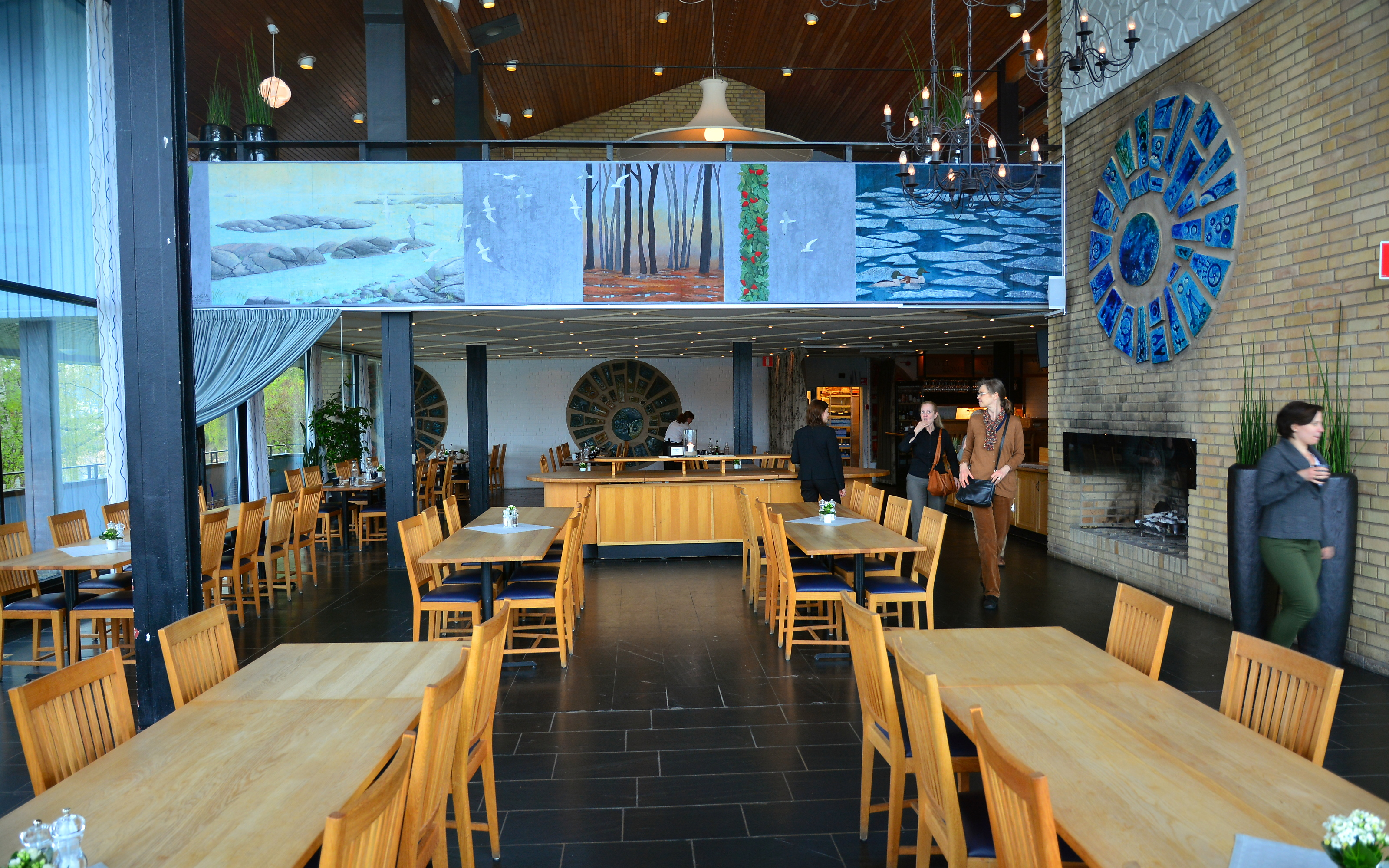
Restaurangen.

Skåvsjöholm är en konferensanläggning i Österåkers kommun. Byggnaden är ritad av den danske arkitekten Carl R. Frederiksen och den invigdes 1965.
Skåvsjöholm var till 1994 en förbundsskola för metallarbetarförbundet för att därefter vara privatägt av Skåvsjöholm AB eller Skåvsjöholm konferens & möten. 
Anläggningen har 97 rum, 17 konferensrum samt restaurang och ligger på en udde i skärgården med egen sandstrand, bryggor och grönområden.
Vid Skåvsjöholms strand finns två stora konstverk. Den ena är fem meter hög i marmor, kallas ”Ljusfångaren” och är skulpterad av Elli Hemberg (1973).  Den andra kallas Solfångaren är i brons och är skulpterad av Börje Lindberg.